# Menophra chionodes
Menophra chionodes là một loài bướm đêm trong họ Geometridae.